# Großsteingrab im Büdenfeld
Das Großsteingrab im Büdenfeld (auch Großsteingrab Ueffeln 2) ist eine stark zerstörte megalithische Grabanlage der jungsteinzeitlichen Trichterbecherkultur bei Ueffeln, einem Ortsteil von Bramsche im Landkreis Osnabrück, Niedersachsen.

## Lage
Das Grab befindet sich nördlich von Ueffeln und westlich der Boltrumer Straße in einem kleinen Waldstück, nahe der Gemarkungsgrenze zu Balkum. In der näheren Umgebung gibt es mehrere weitere Großsteingräber. 1,6 km südsüdwestlich liegt das Großsteingrab Wiemelsberger Steine (Ueffeln 1) und 2 km südlich das Großsteingrab Lintern. Nordnordöstlich befinden sich in Entfernungen zwischen 2,4 km und 3,3 km die Gräber Grumfeld Ost, Grumfeld West, Rickelmann 1, Rickelmann 2, Reinecke und Meyer.

## Forschungsgeschichte
Das Großsteingrab wurde erstmals 1941 von Johann Karl Wächter erwähnt. Johannes Heinrich Müller und Jacobus Reimers hielten es 1893 für zerstört. Ernst Sprockhoff, der die Gegend 1926 besuchte, verwechselte den Standort des Grabes mit dem des Findlings Matthiesings Opferstein und nahm es deshalb nicht in seinem Atlas der Megalithgräber Deutschlands auf. Erst 1978 wurde das Grab wiederentdeckt.

## Beschreibung
Die Anlage besitzt eine Grabkammer mit einer Länge von 11 m; zur Breite liegen keine Angaben vor. Sie besteht aus mindestens zehn Wandsteinen und sieben Decksteinen, von denen aber keiner mehr auf den Wandsteinen aufliegt. Die ovale Umfassung besteht noch aus elf Steinen. Sie hat eine Breite von 6 m; zur Länge liegen keine Angaben vor.